# Lasasaurus
Lasasaurus is een geslacht van uitgestorven procolophonide parareptielen, bekend uit de Middelste Sakamenaformatie uit het Vroeg-Trias, in het noorden van Madagaskar.

## Naamgeving
De typesoort Lasasaurus beltanae werd in 2012 benoemd en beschreven door Jocelyn Falconnet, Misalalanirina Andriamihaja, Émilie Läng en Jean-Sébastien Steyer. De geslachtsnaam is afgeleid van het Malagassisch lasa, 'lang geleden'. De soortaanduiding eert paleoichthyologe Laurence Beltan die de ijzerkalkknol vond waarin het fossiel bewaard was gebleven als natuurlijk afgietsel. De vondst was in 1966 gemeld in de wetenschappelijke literatuur maar ten onrechte geïdentificeerd als een of ander lid van de Eosuchia.
Het holotype is MNHN.F.MAE 3039, een afgietsel van een schedel, onderkaken, voorpoten en romp gevonden bij het dorp Ambodipo. De elementen liggen grotendeels in anatmisch verband. Het betreft een jong dier.

## Beschrijving
Het holotype had een oorspronkelijke lengte van zo'n twintig centimeter.
Verschillende onderscheidende kenmerken zijn vastgesteld. Op de achterste buitenzijde van het squamosum lopen fijne splitsende kammen. De maxillaire tanden staan ver uiteen. De maxillaire tanden worden via min of meer evenwijdig lopende richels in de richting van de tandenrij met elkaar verbonden. De voorrand van de copula, het hoofdlichaam van het tongbeen, heeft een zeer scherpe voorrand.

## Fylogenie
Twee kladistische analyse vonden Lasasaurus in een polytomie of 'kam' met andere Procolophonidae.